# Gelbrandiger Kugelhalsbock
Der Gelbrandige Kugelhalsbock (Acmaeops marginatus) ist ein Käfer aus der Familie der Bockkäfer (Cerambycidae). Es handelt sich um eine von sechs Arten seiner Gattung, von denen neben dieser vier weitere in Europa vorkommen.

## Merkmale

### Merkmale der Imagines
Der Gelbrandige Kugelhalsbock erreicht eine Körperlänge von 7 bis 11 Millimetern. Der Körper ist gattungstypisch gebaut und besitzt einen kugelartigen Halsschild mit einem stark gewölbten Pronotum. Die Flügeldecken sind in ihrer Färbung variabel und können rötlich-braun oder gelblich-braun sein, meistens sind sie jedoch schwarz und besitzen nur einen gelben Außenrand. Die Flügeldecken sind hell behaart und an der Spitze ausgerandet mit einem spitzen Außenwinkel. Die Antennen sind vor dem Niveau der Augen eingefügt und die ersten Antennenglieder sind an der Basis gelb. Auch die Schenkel und die Tarsen sind teilweise gelb gefärbt.

### Merkmale der Larven
Die Larven der Gattung erreichen eine Länge von 11 bis 19 Millimetern; der Körper und der Kopf sind deutlich abgeflacht. Die Antennen sind kurz und dreigliedrig; das zweite Antennenglied ist extrem klein und unsklerotisiert. Beiderseits der Kopfkapsel befinden sich je 2 oder 3 kleine Stemmata. Die Maxillen sind schlank, und die Malae besitzen ein breites, schräg pigmentiertes Band. Die Bauchsklerite der Abdominalsegmente tragen keine Borsten, und das neunte Abdominalsegment besitzt keinen caudalen Dorn am Körperende.

## Verbreitung
Der Gelbrandige Kugelhalsbock ist ein sibirisches Faunenelement und kommt in Nord- bis Mitteleuropa, Südwest- und Osteuropa, der Türkei, Russland (Sibirien), der Mongolei und China vor. In Mitteleuropa gibt es keine Nachweise in Dänemark, Luxemburg und Liechtenstein. In Deutschland ist die Art aus allen Bundesländern außer Baden-Württemberg, Nordrhein-Westfalen und dem Saarland dokumentiert. In Österreich ist sie aus mehreren Bundesländern bekannt, in der Schweiz nur aus dem Kanton Wallis.

## Lebensweise
Der Gelbrandige Kugelhalsbock lebt vor allem in Kiefernwäldern im Tiefland und ist thermophil. Die Imagines sind von Mai bis August anzutreffen. Sie sind tagaktiv und fliegen in lichten Kiefernbeständen, wobei sie warme südexponierte Hänge und offene Kahlschläge bevorzugen. Sie sind zudem auf liegenden Ästen, Holzstapeln und auch auf Holzzäunen aus nicht entrindetem Kiefernholz zu finden. Sie besuchen die Blüten von blühenden Kiefern.
Die Art ist monophag und entwickelt sich in Kiefern (Pinus) sowie seltener in Fichten (Picea). Die Entwicklung der Larven dauert zwei Jahre, und häufig werden brandgeschädigte Wurzel- und Kronenholzbereiche genutzt. Die Larven leben meistens an der Basis der Bäume in der dicken Rinde, die sich noch am Holz befindet, und entwickeln sich dort zusammen mit subkortikalen, unter der Rinde lebenden, Pilzen. Sie verlassen das Holz nach zwei Jahren und graben sich in die oberste Bodenschicht, wo sie als Larve überwintern und sich im nächsten Frühjahr verpuppen.

## Systematik
Der Gelbrandige Kugelhalsbock ist eine eigenständige Art der Bockkäfer (Cerambycidae) und wird dort in die Gattung der Kugelhalsböcke (Acmaeops LeConte, 1850) innerhalb der Schmalböcke (Lepturinae) eingeordnet. Die wissenschaftliche Erstbeschreibung stammt von Johann Christian Fabricius, der ihn 1792 als Leptura marginatus beschrieb. Neben dieser Art enthält die Gattung fünf weitere Arten.
Die Bezeichnung für die Gattung leitet sich vom griechischen „akmaios“ für „blühend“ oder „kräftig“ sowie von „ops“ für „Auge“ ab. Das Epitheton „marginatus“ bedeutet „gerandet“ und bezieht sich wie der deutsche Trivialname auf die gelbe Randung der Flügeldecken.

## Belege
1. 1 2 3 4 5 6 7 8 9 10 11 12 13  „Art: Acmaeops marginatus (Fabricius, 1781) – Gelbrandiger Kugelhalsbock.“ In: Bernhard Klausnitzer, Ulrich Klausnitzer, Ekkehard Wachmann, Zdeněk Hromádko: Die Bockkäfer Mitteleuropas. Die Neue Brehm-Bücherei 499, Band 2, 4. Auflage. VerlagsKG Wolf, Magdeburg 2018, ISBN 978-389432-864-1; S. 376.
2. ↑  „14. Gattung: Acmaeops Lec.“ In: Edmund Reitter: Fauna Germanica. Die Käfer des deutschen Reiches. K.G. Lutz, Stuttgart 1912; S. 10. (Digitalisat)
3. 1 2  Bernhard Klausnitzer, Ulrich Klausnitzer, Ekkehard Wachmann, Zdeněk Hromádko: Die Bockkäfer Mitteleuropas. Die Neue Brehm-Bücherei 499, Band 1, 4. Auflage. VerlagsKG Wolf, Magdeburg 2018, ISBN 978-389432-864-1; S. 105–107
4. ↑  Acmaeops marginatus. Fauna Europaea, abgerufen am 21. Juni 2020.